# Штат
Штат, також стейт (англ. state) — адміністративно-територіальна одиниця, держава, територіальне і конституційне співтовариство, яке є частиною федеративного об'єднання, назва суб'єкта федерації у низці держав.
Термін може бути перекладено як держава, провінція, кантон, земля тощо (водночас перелічені терміни можуть бути окремими офіційними назвами суб'єктів федерації у відповідних державах).
Одиниця адміністративного поділу деяких країн (подібно до українського терміна «область», або до терміна «провінція». Наприклад, «50 states of USA» можна перекласти як «50 провінцій США»). На штати діляться території США, Індії, Мексики, Австралії, Бразилії, Венесуели та інших держав.
Слово state має аналоги в європейських мовах (італ. stato, фр. état, нім. Staat, словац. štát) і зрештою походить від лат. status, що означає стан або статус.
Широке розповсюдження у світі слово штат набуло завдяки авторитету державного устрою США.[джерело?] Власне, слово state в англійській означає одночасно і держава. «Штат» є назвою автономних частин (територіальних одиниць) — федеративних держав у федерації (держава-член), та/або інших територіальних одиниць — провінцій єдиної федерації (унія). Юридичне значення статусу є різним у різних країнах.

## Штати США
У сучасній американській юридичній науці поняття «джерело права» включає Конституцію США; конституції штатів; закони, що приймаються Конгресом та законодавчими зборами штатів; різноманітні інститути та установи, які не беруть прямої участі у процесі формування права, але можуть йому сприяти; суддівську правотворчість. Тобто в країні існує 51 юрисдикція, до яких входить федеральне право та право штатів. Самі терміни «американське право» чи «правова система США» є умовними, більш точно говорити «право штату Нью-Йорк (чи іншого штату)» чи «правова система штату Нью-Йорк (чи іншого штату)».
Компетенцію федерації та штатів визначено у десятому додатку до Конституції США: «Ті повноваження, які не передано злученим Штатам цією Конституцією і користування якими не заборонено нею окремим штатам, залишаються відповідно за штатами або народом. Конституція встановлює компетенцію штатів: норми законів штатів не повинні суперечити нормам федеральних законів; вони можуть доповнювати їх або заповнювати лакуни; закони штатів не можуть становити перепони у торгівлі між штатами».
У різних сферах суспільних відносин перевага віддається федеральному або місцевому (штатівському) регулюванню. Федеральне законодавство відіграє визначальну роль як джерело права в питаннях економіки, фінансів, оборони, еміграції, митних правил, торгівлі між штатами, права інтелектуальної власності, право соціального забезпечення (програма Medicare та Social Security), а законодавство окремих штатів має перевагу над федеральним в питаннях сімейно-правового регулювання, охорони навколишнього середовища, цивільного процесу, кримінального процесу. Закони, що регулюють питання шлюбу, перебувають переважно в компетенції окремих штатів, а не федерації. При цьому, громадяни США можуть легко змінювати резидентство одного штату на інше.
Кожний штат у США має свої закони щодо впровадження дистанційного навчання. Відповідно до документа KRS 164.800, у кожному штаті діють свої закони щодо так званого «технічного огляду справності автомобіля» — в одних штатах його не існує (наприклад, у штаті Флорида), в інших він є обов'язковим, але безкоштовним (наприклад в Меріленді та ін.) або платним (вартість коливається від 5 до 15 доларів). У певних штатах існує законодавство, яке зобов'язує підприємства, активи яких виведені за кордон (за межі США), а сама фірма при цьому бажає працювати на території штату — у назву фірми додавати слово «офшор». У певних штатах не існує податку на продажі. Нормативно-правові акти різних штатів часом суттєво відрізняються за змістом. Існує багато різних особливостей і відмінностей у законодавствах різних штатів.